# تشاينا لي
تشاينا لي (بالإنجليزية: China Lee)‏ هي عارضة وممثلة أمريكية، ولدت في 2 سبتمبر 1942 في نيو أورلينز في الولايات المتحدة.

## وصلات خارجية
- تشاينا لي على موقع IMDb (الإنجليزية)